# الغواصة الألمانية يو-792
غواصة يو-792 غواصة يو بوت ألمانية من الفئة السابعة عشر إيه بنيت لسلاح بحرية ألمانيا النازية كريغسمارينه، في أحواض بلوم+فوس في هامبورغ خلال الحرب العالمية الثانية.